# Alte Allee 4 (München)

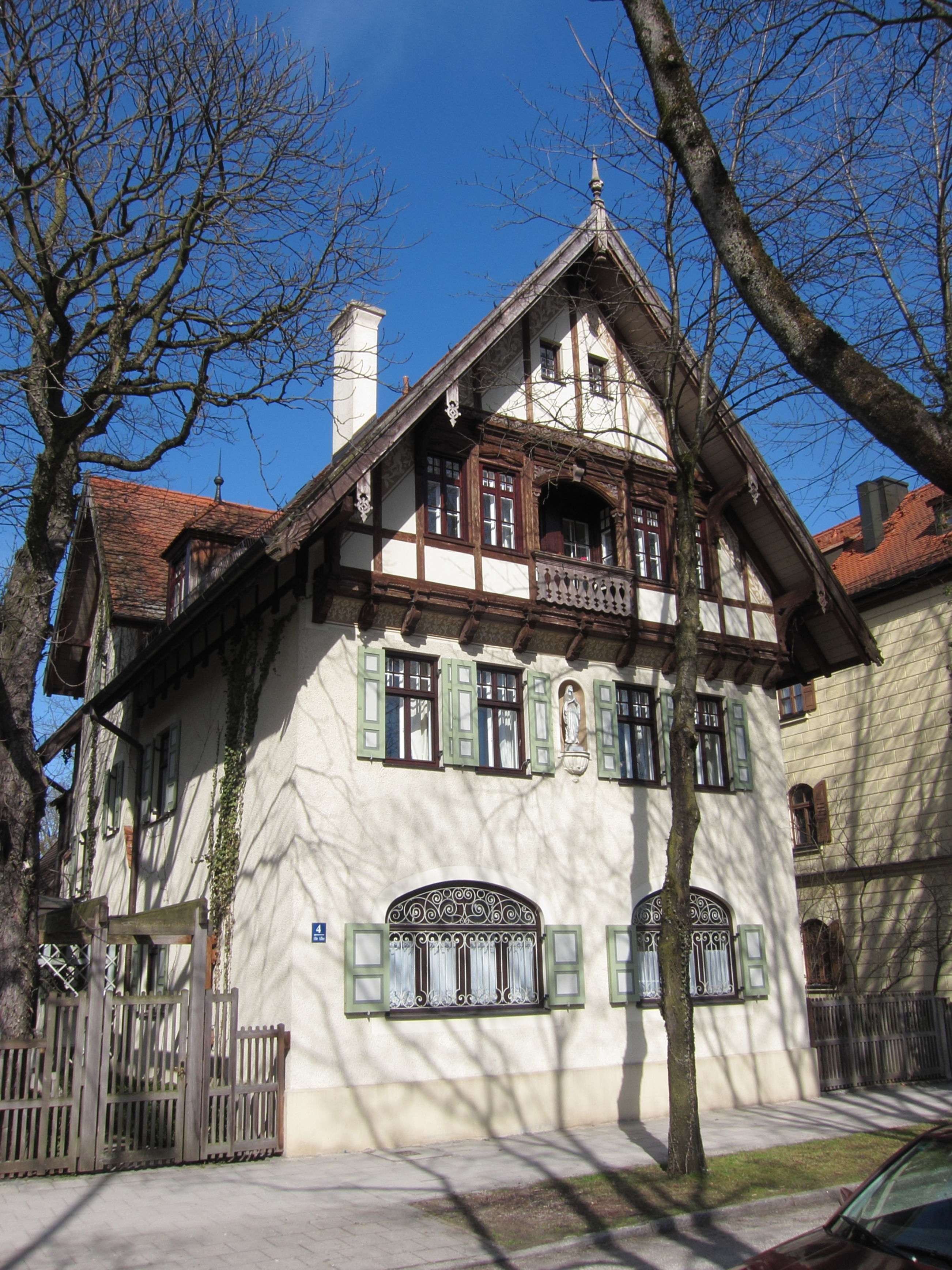
Gebäude Alte Allee 4 im Stadtteil Pasing von München

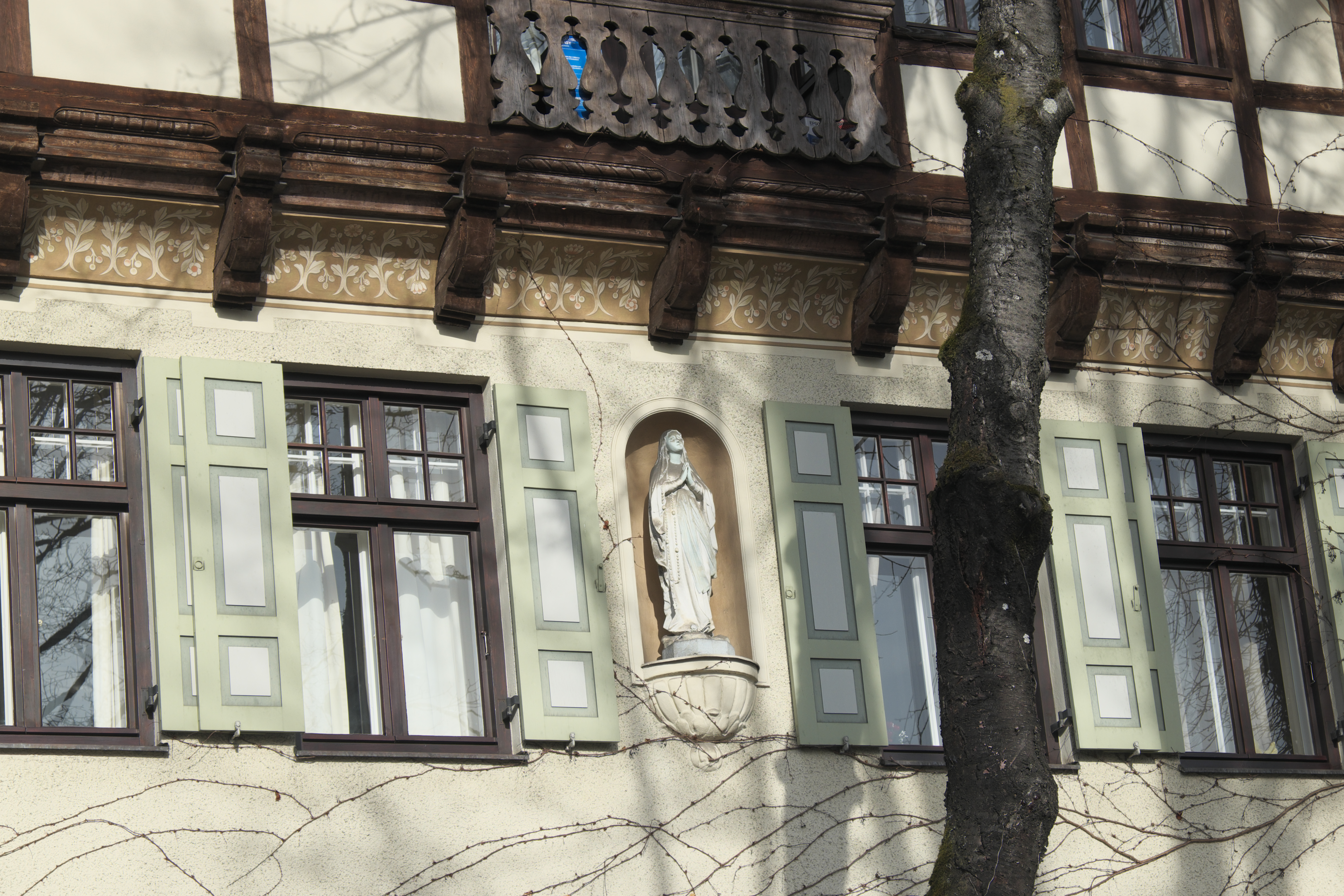
Heiligenfigur an der Südfassade

Das Gebäude Alte Allee 4 im Stadtteil Pasing der bayerischen Landeshauptstadt München wurde 1898 errichtet. Das Wohnhaus in der Alten Allee, zur Villenkolonie Pasing II gehörend, ist ein geschütztes Baudenkmal.
Das Haus Alte Allee 4 grenzt an das Haus Alte Allee 2. Beide Häuser befinden sich an einer Einmündung der Pippinger Straße in die Alte Allee.
Das dreigeschossige Gebäude wurde nach Plänen des Architekten Gustav Rühl im Landhausstil errichtet. Das Wohnhaus mit vorkragendem Fachwerkgiebel besitzt an der Straßenseite eine Nische mit einer Heiligenfigur.